# Les Majas au balcon
Las majas en el balcón (Les belles au balcon) est un tableau attribué à Goya représentant deux femmes assises à un balcon. La toile fut réalisée entre 1808 et 1814 et est conservée au Metropolitan Museum of Art.

## Historique
La toile représente deux « Majas », femmes espagnoles populaires ou aristocrates habillées de cette façon.
La toile fut peinte alors que l'Espagne était en guerre après l'invasion napoléonienne. Goya cherchait des sujets plus légers que ceux traités jusqu'alors (Les Désastres de la guerre), dont une série de « majas » représentées dans des contextes variés. Cette toile est à rapprocher de Maja et Célestine au balcon (1808 - 1814, Palma, Collection March), représentation terrible de la beauté soudoyée et de la prostitution.
Dans les Majas au balcon, le thème reste le même, bien qu'il y ait deux femmes et qu'apparaissent en second plan deux personnages — les souteneurs — sont presque réduits à des ombres.

## Description et style

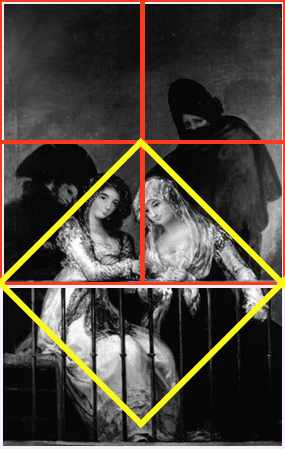
Composition du tableau

Certains ont caractérisé l'art de Goya de « triste ironie ». Ce cadre appartient à une période de transition dans l'évolution artistique du peintre depuis des représentations solaires de la société espagnole aux airs ironiques, mais qui conservait et partageaient une hiérarchie de valeurs, vers un détachement progressif où apparaît l'amertume des peintures noires qui menèrent à la représentation de fantômes et d’hallucinations. La toile possède des éléments qui appartiennent à ces deux périodes, le rayonnement de la beauté des courtisanes et l'obscurité fantomatique des protecteurs en arrière-plan.
Ici tout semble froid et stéréotypée, comme si l'artiste, par une simplification de l'anatomie avait transformé une scène de la vie en un ensemble de symboles schématiques. Le chromatisme intense de l'avant-plan contraste avec la noirceur du second ; ce premier plan semble être théâtral laissant la réalité de la vie en arrière-plan.
La composition est caractérisée par une logique strictement géométrique : la balustrade forme un rectangle au-dessus du laquelle le reste de la composition est organisée en carré. Si l'on divise ce carré en quatre, on peut voir que les deux surfaces de gauche sont contenues dans un carré qui est exactement le double du carré contenant les deux figures de droite. Le groupe de deux majas est construit sur le losange formé par les diagonales des deux carrés de la partie inférieure.
Soixante ans plus tard, cette image inspira Édouard Manet pour sa toile Le Balcon.